# 에젤 (드라마)
《에젤》(튀르키예어: Ezel)는 2009년부터 2011년까지 방영된 터키의 텔레비전 드라마이다. 알렉상드르 뒤마의 소설 《몽테크리스토 백작》을 바탕으로 제작되었다.